# آکیرا اوتا
آکیرا اوتا (انگلیسی: Akira Ōta؛ زادهٔ ۸ آوریل ۱۹۵۷) کشتی‌گیر اهل ژاپن بود.
وی در مسابقات کشوری و بین‌المللی در مجموع برندهٔ ۲ مدال نقره شده‌است.